# Gärds och Albo kontrakt
Gärds och Albo kontrakt var ett kontrakt i Lunds stift inom Svenska kyrkan. Kontraktet upphörde 31 december 1973.

## Administrativ historik
Kontraktet bildades 1962 av
huvuddelen av Gärds kontrakt, vilka sedan vid upplösningen övergick i ett nybildat Gärds kontrakt, med
- Västra Vrams församling
- Östra Vrams församling
- Linderöds församling
- Äsphults församling
- Everöds församling
- Östra Sönnarslövs församling
- Lyngsjö församling
- Degeberga församling
- Vittskövle församling
- Maglehems församling
- Hörröds församling
- Huaröds församling
- Vä församling
- Skepparslövs församling
- Köpinge församling
- Träne församling
- Djurröds församling

del av Albo och Järrestads kontrakt, vilka sedan vid upplösningen övergick i Österlens kontrakt, med
- Ravlunda församling
- Brösarps församling
- Andrarums församling
- Eljaröds församling
- Södra Mellby församling
- Vitaby församling
- S:t Olofs församling
- Rörums församling

en församling från Färs kontrakt
- Fågeltofta församling som vid upplösningen övergick i Österlens kontrakt